# Klimarådet
Klimarådet er et dansk råd af eksperter, der fra 2015 har rådgivet den danske regering med hensyn til klimapolitik. Klimarådets første formand 2014-18 var professor i økonomi, fhv. overvismand Peter Birch Sørensen. 1. december 2018 blev han afløst af professor Peter Møllgaard. Udover formanden består rådet af 6 menige medlemmer og har et sekretariat med ca. 10 ansatte.
Der findes også klimaråd i andre lande, og det danske råd er således bl.a. inspireret af den tilsvarende engelske institution.
I nogle danske kommuner er der uafhængigt heraf oprettet lokale klimaråd til at rådgive kommunalbestyrelsen i energispørgsmål.

## Opgaver
Klimarådet skal give uafhængig rådgivning til regeringen om omstillingen til et lav-emissionssamfund, dvs. et samfund, hvor energiforsyningen er baseret på vedvarende energi og markant lavere udledning af drivhusgasser. Klimarådet skal rådgive om, hvordan klimaindsatsen kan indrettes omkostningseffektivt og under hensyn til økonomisk vækst, konkurrenceevne og beskæftigelse.
Mere specifikt skal Klimarådet
- Vurdere status for Danmarks opfyldelse af nationale og internationale klimamål
- Analysere mulige omstillingsveje og virkemidler til et lavemissionssamfund i 2050
- Udarbejde anbefalinger om udformning af klimapolitikken
- Bidrage til den offentlige debat, bl.a. gennem konferencer og massemedier for at øge gennemsigtigheden i klimapolitikken.[2]

### Statusrapport 2021
Klimarådet udsendte 24. februar 2021 Statusrapport 2021 Danmarks nationale og globale klimaindsats der er en vurdering af regeringens klimaindsats og Klimarådets anbefalinger til nogle af de initiativer, der kan yde et væsentligt bidrag til at bringe Danmark tættere på at opfylde 70-procentsmålet. Rådet konkluderer at klimaindsatsen  går for langsomt, og regeringens klimaindsats er hverken gennemtænkt eller koordineret

### Analyse fra Klimarådet 7. december 2022
7. december 2022 offentliggjorde Klimarådet sin nye analyse Danmarks klimamål – Vurdering af Danmarks nuværende og kommende klimamål i et globalt klimaperspektiv. om hvorvidt de danske klimamål lever op til Parisaftalens temperaturmål. Analysen konkluderer at Danmark kun i få tilfælde kan siges at være i overensstemmelse med Parisaftalen.

## Sammensætning

### Formand
Klimarådet består af en formand og seks menige medlemmer, der udpeges for 4 år ad gangen. Medlemmerne skal findes blandt eksperter med bred ekspertise og højt fagligt niveau indenfor energi, transport, landbrug, miljø/natur og økonomi.
Klimarådets medlemmer udpeges af klima-, energi- og bygningsministeren. 1. december 2014 blev det offentliggjort, at den første formand for Klimarådet blev den tidligere overvismand, økonomiprofessor ved Københavns Universitet Peter Birch Sørensen, der bl.a. underviser i miljø-, ressource- og klimaøkonomi. Peter Birch Sørensens nye rolle blev straks af pressen døbt ”klimavismand”.

### Røre om formandsskifte
I november 2018 udnævnte energi-, forsynings- og klimaminister Lars Christian Lilleholt professor Peter Møllgaard til formand for Klimarådet i 4-års-perioden fra 1. december 2018 til 1. december 2022, selvom Peter Birch Sørensen havde tilkendegivet, at han gerne ville fortsætte på posten. Udskiftningen kom efter flere kontroverser mellem Klimarådet og ministeren i den foregående periode og udløste forundring og kritik fra en række forskere og kommentatorer. En økonomiprofessor og tidligere vismand udtalte, at vragningen af Peter Birch Sørensen havde vakt stor opsigt i forskerkredse, da Birch Sørensen var kendt som den absolut bedste faglige kompetence på området, mens andre eksvismænd frygtede, at handlingen ville sætte spørgsmålstegn ved Klimarådets uafhængighed. Juraprofessor Michael Götze kaldte sagen betænkelig. Weekendavisen skrev i en leder, at udskiftningen var skandaløs, og at regeringen havde "halshugget et stærkt og politisk uafhængigt organ", og Berlingske kaldte det en "meget alvorlig sag". Venstres klimaordfører Thomas Danielsen udtalte, at der længe i Venstre havde været mistillid til Peter Birch Sørensen og Klimarådet, og at man ville rette op på det ved at udskifte formanden, mens klimaminister Lars Christian Lilleholt afviste, at der var tale om en politisk fyring. Statsminister Lars Løkke Rasmussen sagde i Folketingets spørgetime, at Peter Birch Sørensens efterfølger som formand Peter Møllgaard havde en mere "markedsorienteret" tilgang til miljøpolitikken, og at han ikke forstod, at Peter Birch Sørensen "sådan forsøger at lave halvt martyrium ud af det her." I et indlæg i Politiken svarede Lars Chr. Lilleholt på kritikken, at han havde haft et par kontroverser med Klimarådets daværende formand, men på intet tidspunkt lagt politisk pres på ham og rådet, men at han fandt det relevant at finde en ny formand for den kommende 4-årige periode, da Peter Birch Sørensens formandsperiode løb ud.

### Menige rådsmedlemmer
De øvrige seks medlemmer af Klimarådet blev udpeget første gang 23. februar 2015:
I 2021 består rådet, ud over formand Peter Møllgaard af
- Katherine Richardson, professor ved Københavns Universitet
- Niels Buus Kristensen, direktør for DTU Transport
- Jette Bredahl Jacobsen, professor ved Københavns Universitet
- Poul Erik Morthorst, professor ved DTU-Risø
- Jørgen Elmeskov, rigsstatistiker, Danmarks Statistik
- Bente Halkier, professor i sociologi ved Københavns Universitet
- Per Heiselberg, professor ved Aalborg Universitet, også medlem af Energiklagenævnet.
- Marie Trydeman Knudsen, seniorforsker i bæredygtighed af landbrugs- og fødevaresystemer ved Aarhus Universitet.[22]

Klimarådet assisteres af et selvstændigt sekretariat med en sekretariatschef og medarbejdere med ekspertise indenfor rådets arbejdsfelter. Eva Jensen blev 15. december 2014 udpeget som Klimarådets første sekretariatschef. De samlede udgifter til Klimarådet udgør (pr. 2018) ca. 9 mio. kr. årligt.

## Kommunale klimaråd
Uafhængigt af det nationale klimaråd har flere danske kommuner nedsat et lokalt klimaråd til at rådgive kommunen i energimæssige spørgsmål. Horsens kommune nedsatte som den første et sådant klimaråd i 2009.
Siden har bl.a. Roskilde Kommune oprettet en tilsvarende institution.

## Klimaråd i andre lande
Også i visse andre lande findes en institution, der lyder navnet klimaråd. Det gælder således Storbritannien (Committee on Climate Change), Australien og Østrig. I december 2014 blev ligeledes etableret et klimaråd i Norge; til forskel for det danske, der er sammensat af uafhængige eksperter, består det norske klimaråd af en bred vifte af i alt 25 repræsentanter for erhvervsliv, arbejdsmarkedets parter, miljøorganisationer og forskere.
Rådenes status og deres historie kan generelt være meget forskellig i de enkelte lande.